# Шайхон (район Рудаки)
Шайхо́н (тадж. Шайхон) — село в районах республиканского подчинения Республики Таджикистан. 
Входит в состав джамоата (сельской общины) Рохати района Рудаки.
Находится на расстоянии 40 км от райцентра (пгт. Сомониён) и 6 км от центра джамоата (село Теппаи-Самарканди).
Население — 988 чел. (2017).